# Бодиско, Александр Андреевич
Александр Андреевич Бодиско (18 октября 1786, Санкт-Петербург — 11 января 1854, Вашингтон) — российский государственный деятель, дипломат, барон.

## Биография
Сын коллежского асессора, директора Московского ассигнационного банка, возведенного в дворянское достоинство, Андрея Андреевича Бодиско (1753—1819) от брака с баронессой Юлией-Анной-Марией (Анной Ивановной) Горгоной де Сен-Поль.
Его братьями и сёстрами были Владимир, Константин (майор таможни), Якоб (генерал-майор в Бомарсунде, 1794–1876), Шарлотта (* 1795), Анна и Элизабет (* 1800). Младшие братья — Борис (1800—1828) и Михаил (1803—1867) — участники восстания на Сенатской площади 14 декабря 1825 года.

### Дипломатическая служба в Европе
В 1799 году поступил на дипломатическую службу, состоя при коллегии иностранных дел. В 1812 году был послан курьером в Эребру к инженер-генералу фон Сухтелену, при котором и был оставлен. В 1814 году привёз императору Александру I в Лангр известие о заключении мира между Швецией и Данией и был пожаловал орденом Св. Анны 2-й степени. Затем снова находился при Сухтелене.
В 1817 году он временно исполнял должность русского генерального консула в Стокгольме, за что был награждён бриллиантовыми знаками ордена Св. Анны 2-й степени; 13 августа 1818 года пожалован в камер-юнкеры; 3 января 1820 года назначен советником посольства в Стокгольме; 5 февраля 1824 года пожалован в камергеры; 5 апреля 1830 года получил орден Св. Владимира 3-й степени, 10 апреля 1832 года — чин действительного статского советника; 5 декабря 1834 года получил орден Св. Станислава 2-й степени со звездой. После смерти графа Сухтелена, Бодиско 17 января 1836 года был утверждён временно поверенным в делах при миссии в Стокгольме.

### Посланник в США
16 марта 1837 года назначен чрезвычайным посланником и полномочным министром в США и оставался на этом посту до конца жизни.
В условиях переориентации российского внешнеполитического курса на сближение с Великобританией за счёт отказа от дальнейшего укрепления российско-американских взаимоотношений Бодиско активно отстаивал необходимость сохранения связей с США как «традиционным союзником» России и «действительным и единственным политическим другом, на которого можно положиться».
Бодиско неоднократно предлагал правительству Николая I объединить с США усилия по разделу между Россией и США Верхней Калифорнии и залива Сан-Франциско, «ускользающих из рук слабеющего мексиканского правительства». Однако его предложения не встретили поддержки у царя и Карла Нессельроде, так как совпали по времени с настойчивыми предложениями Российско-американской компании отказаться от поселения Росс.
За время пребывания в должности посла получил 14 апреля 1840 года чин тайного советника; был отмечен: 21 апреля 1847 года — орден Св. Анны 1-й степени и 24 февраля 1850 года — орден Св. Владимира 2-й степени большого креста.

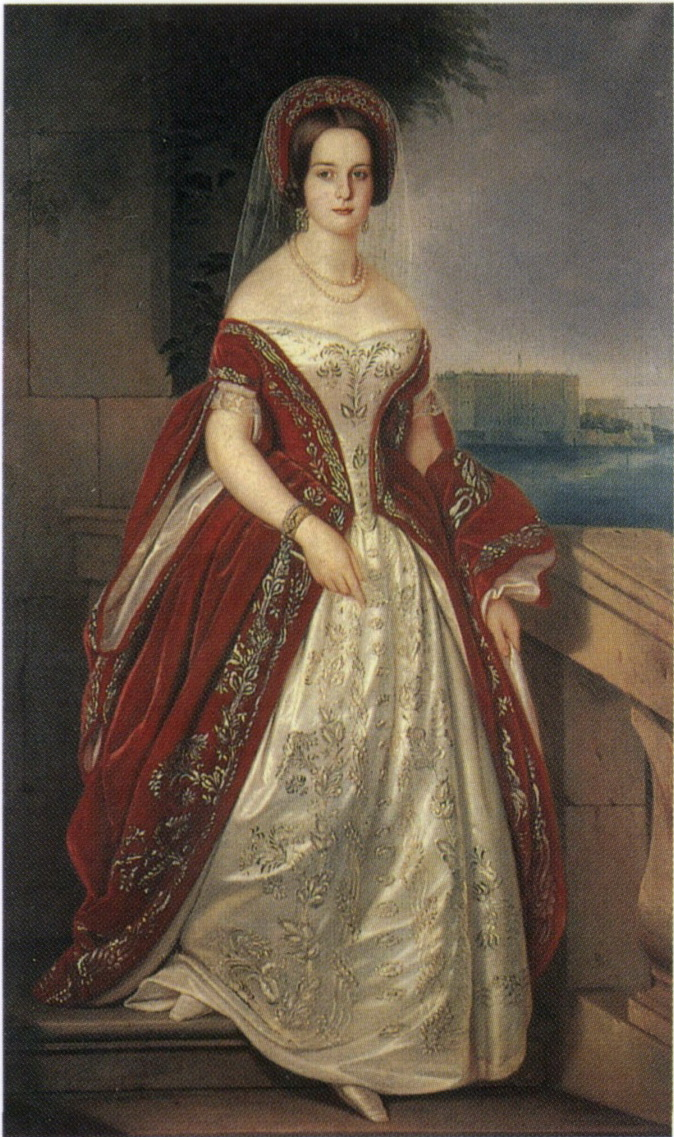
Иоганн Конрад Дорнер, Портрет Генриетты Бодиско

## Личная жизнь
В 1840 году в возрасте 54 лет Александр Бодиско женился на 16-летней американской школьнице Гарриет Брукс Уильямс. На церемонии присутствовали президент США Мартин Ван Бурен, вице-президент Ричард М. Джонсон, будущий президент США Джеймс Бьюкенен и др. Этот неравный брак оказался счастливым: на протяжении следующих 14 лет у супругов родилось пятеро детей. Они жили в своём доме, ставшем достопримечательностью Джорджтауна.
В общей сложности Бодиско оставался российским посланником в США в течение 17 лет (с 1837 по 1854 год), установив своеобразный рекорд пребывания на этом посту для российских дипломатов, превзойдённый лишь в советское время А. Ф. Добрыниным. На протяжении многих лет он был дуайеном дипломатического корпуса в столице США. Бодиско был довольно популярен в США, где его называли «дядя Саша».
Располагая крупным личным капиталом, имел значительные банковские вклады как в России и в США.
Похоронен в США на Oak Hill Cemetery  (англ.).